# Pseudonemesia
Genre
Pseudonemesia est un genre d'araignées mygalomorphes de la famille des Microstigmatidae.

## Distribution
Les espèces de ce genre se rencontrent au Venezuela, en Colombie et en Équateur.

## Liste des espèces
Selon World Spider Catalog (version 26, 12/08/2025) :
- Pseudonemesia kochalkai Raven & Platnick, 1981
- Pseudonemesia parva Caporiacco, 1955
- Pseudonemesia scutata Dupérré & Tapia, 2025
- Pseudonemesia tabiskey Indicatti & Villareal M., 2016

## Systématique et taxinomie
Ce genre a été décrit par Caporiacco en 1955 dans les Ctenizidae. Il est placé dans les Microstigmatidae par Raven et Platnick en 1981.

## Publication originale
- Caporiacco, 1955 : « Estudios sobre los aracnidos de Venezuela. 2a parte: Araneae. » Acta Biologica Venezuelica, vol. 1, p. 265-448.